# Temporada 1951-52 de los Indianapolis Olympians
La Temporada 1951-52 fue la tercera de los Indianapolis Olympians en la NBA. La temporada regular acabó con 34 victorias y 32 derrotas, ocupando el tercer puesto de la División Oeste, clasificándose para los playoffs, en los que perdieron en las semifinales de división ante los Minneapolis Lakers.

## Elecciones en elDraft
| Ronda | Puesto | Jugador         | Posición | Nacionalidad   | Universidad |
| ----- | ------ | --------------- | -------- | -------------- | ----------- |
| 1     | 3      | Marc Freiberger | Pívot    | Estados Unidos | Oklahoma    |
| 2     | 12     | Scotty Steagall | Base     | Estados Unidos | Millikin*   |
| 4     | 32     | Bill Tosheff    | Base     | Estados Unidos | Indiana     |

## Temporada regular
| División Oeste           | División Oeste | División Oeste | División Oeste | División Oeste | División Oeste | División Oeste | División Oeste | División Oeste |
| Equipo                   | G              | P              | %              | PD             | Casa           | Fuera          | Neutral        | Div            |
| ------------------------ | -------------- | -------------- | -------------- | -------------- | -------------- | -------------- | -------------- | -------------- |
| x-Rochester Royals       | 41             | 25             | .621           | -              | 28-5           | 12-18          | 1-2            | 22-14          |
| x-Minneapolis Lakers     | 40             | 26             | .606           | 1              | 21-5           | 13-20          | 6-1            | 24-12          |
| x-Indianapolis Olympians | 34             | 32             | .515           | 7              | 25-6           | 4-24           | 5-2            | 18-18          |
| x-Fort Wayne Pistons     | 29             | 37             | .439           | 12             | 22-11          | 6–24           | 1-2            | 17-19          |
| Milwaukee Hawks          | 17             | 49             | .258           | 24             | 8-13           | 3–22           | 6-14           | 9-27           |

## Playoffs

### Semifinales de División
Minneapolis Lakers - Indianapolis Olympians
| Fecha       | Partido                                          | Ciudad       |
| ----------- | ------------------------------------------------ | ------------ |
| 23 de marzo | Minneapolis Lakers 78, Indianapolis Olympians 70 | Minneapolis  |
| 25 de marzo | Indianapolis Olympians 87, Minneapolis Lakers 94 | Indianapolis |
|             | Minneapolis gana las series 2-0                  |              |

## Estadísticas
| Rk | Jugador         | Edad | P  | PT | MP   | TC  | TCI  | %TC  | 3P | 3PI | %3P | TL  | TLI | %TL  | RO | RD | RT  | AS  | RB | TAP | BP | FP  | PTS  |
| 1  | Joe Graboski    | 22   | 66 |    | 37.0 | 4.8 | 12.5 | .387 |    |     |     | 4.0 | 6.0 | .667 |    |    | 9.9 | 2.0 |    |     |    | 3.8 | 13.7 |
| 2  | Leo Barnhorst   | 27   | 66 |    | 35.5 | 5.3 | 13.6 | .389 |    |     |     | 1.8 | 2.8 | .652 |    |    | 6.5 | 3.9 |    |     |    | 3.0 | 12.4 |
| 3  | Paul Walther    | 24   | 55 |    | 34.6 | 4.0 | 10.0 | .401 |    |     |     | 4.2 | 5.6 | .750 |    |    | 4.5 | 2.5 |    |     |    | 3.1 | 12.2 |
| 4  | Bob Lavoy       | 25   | 63 |    | 29.0 | 3.8 | 9.6  | .397 |    |     |     | 2.7 | 3.5 | .753 |    |    | 7.6 | 1.7 |    |     |    | 3.3 | 10.3 |
| 5  | Bill Tosheff    | 25   | 65 |    | 31.6 | 3.3 | 10.0 | .327 |    |     |     | 2.8 | 3.4 | .824 |    |    | 3.3 | 3.4 |    |     |    | 3.1 | 9.4  |
| 6  | Ralph O'Brien   | 23   | 64 |    | 24.6 | 3.6 | 9.6  | .372 |    |     |     | 1.9 | 2.3 | .819 |    |    | 1.9 | 1.9 |    |     |    | 1.8 | 9.0  |
| 7  | Wah Wah Jones   | 25   | 58 |    | 22.8 | 2.8 | 9.0  | .313 |    |     |     | 1.8 | 2.3 | .750 |    |    | 4.9 | 2.6 |    |     |    | 2.4 | 7.4  |
| 8  | Don Lofgran     | 23   | 63 |    | 19.9 | 2.4 | 6.6  | .357 |    |     |     | 2.5 | 3.5 | .712 |    |    | 4.1 | 0.8 |    |     |    | 2.3 | 7.2  |
| 9  | Joe Holland     | 26   | 55 |    | 13.4 | 1.7 | 4.8  | .351 |    |     |     | 0.7 | 1.3 | .580 |    |    | 3.0 | 0.9 |    |     |    | 1.6 | 4.1  |
| 10 | Cliff Barker    | 31   | 44 |    | 11.2 | 1.1 | 3.7  | .298 |    |     |     | 0.7 | 1.2 | .588 |    |    | 1.8 | 1.6 |    |     |    | 1.3 | 2.9  |
| 11 | Dillard Crocker | 27   | 6  |    | 3.8  | 0.3 | 0.8  | .400 |    |     |     | 0.8 | 1.0 | .833 |    |    | 0.5 | 0.0 |    |     |    | 1.0 | 1.5  |